# Madonna del Rosario (Caravaggio)
La Madonna del Rosario è un dipinto a olio su tela (364x249 cm) realizzato presumibilmente intorno al 1605 dal pittore italiano Michelangelo Merisi, detto Il Caravaggio. È conservato nel Kunsthistorisches Museum di Vienna.

## Storia
La testimonianza più antica che ci è pervenuta sul quadro si deve ad un resoconto di Frans Pourbus risalente al settembre 1607 ed indirizzato al duca di Mantova Vincenzo I Gonzaga. In questo documento si dà conto di una grande pala d'altare di mano del Caravaggio raffigurante «un rosario» in possesso, a Napoli, del pittore e mercante d'arte fiammingo Louis Finson.
La documentata presenza a Napoli della pala ha fatto supporre che essa sia stata realizzata dal Merisi proprio in quella città, durante il suo soggiorno partenopeo. Si tratta di un'ipotesi generalmente accettata anche se qualche autore, per ragioni stilistiche, sostiene che essa sia stata realizzata in un momento antecedente al periodo napoletano e conclude che essa sia stata eseguita a Roma.
Del tutto sconosciute sono le circostanze dell'allocazione al Merisi del grande dipinto: si ignora sia chi lo abbia commissionato sia quale dovesse essere la collocazione del quadro.
In merito a questi interrogativi sono due le ipotesi oggi più accreditate. 
La prima ipotesi individua il committente nel duca di Modena Cesare d'Este che, nel 1605, versa degli acconti al Caravaggio per la realizzazione di una pala destinata alla chiesa modenese di San Domenico, pala che da taluni è, per l'appunto, identificata nella Madonna del Rosario, ora a Vienna.
Secondo altra ipotesi, dovuta a Maurizio Calvesi, il quadro fu eseguito per decorare una delle cappelle di patronato del casato Carafa nella chiesa napoletana di San Domenico Maggiore, su commissione di don Luigi Carafa della Stadera [1567-1630, IV principe di Stigliano, IV duca di Rocca Mondragone, duca di Traetto, conte di Fondi, ecc.], parente di Martino Colonna, feudatario di Palestrina, Zagarolo e Paliano presso cui il pittore s'era rifugiato nel 1606 dopo essere fuggito da Roma, in seguito all'omicidio di Ranuccio Tomassoni.
Il rimando alla famiglia Colonna starebbe, per l'appunto, nella grande colonna a sinistra alla quale è legato il grande drappo rosso che sovrasta la scena quasi come un sipario. Ulteriore collegamento con la casata dei Colonna può essere individuato nel fatto che la festività del Rosario era stata istituita nel 1573, dopo la vittoria di Lepanto (che si disse propiziata proprio dalle preghiere del rosario), evento cui Marcantonio Colonna, III duca di Paliano – avo materno di don Luigi Carafa perché genitore di Donna Giovanna Colonna, sposata in seconde nozze da suo padre don Antonio Carafa, III principe di Stigliano – aveva partecipato in prima persona.
Entrambe le tesi, tuttavia, soggiacciono ad obiezioni di non poco momento. Quanto all'ipotesi modenese, il fitto carteggio relativo a questa commissione non offre certezze sul fatto che l'opera allogata dall'Este sia mai stata eseguita, ed anzi, da un certo punto in poi, si evince la preoccupazione degli agenti del duca di recuperare gli anticipi versati al Caravaggio, ciò che lascia presupporre come questi ultimi ormai disperassero che il Merisi onorasse l'impegno. Quanto alla tesi Carafa-Colonna, essa si basa esclusivamente sull'interpretazione iconografica del quadro (e sulla protezione di Martino Colonna al fuggiasco Caravaggio) ma non è, allo stato, suffragata da prove documentali.
Infine, può, ormai, ritenersi minoritaria l'ipotesi che identificava il committente in Nicola (o Niccolò) Radulovic, ricco mercante di Ragusa. Benché sia documentato che questi abbia commissionato e versato anticipi al Caravaggio per la realizzazione di un'opera, risulta che tale commissione avesse ad oggetto una composizione (una Madonna in trono con i santi Nicola e Vito) del tutto diversa da quella della Madonna del Rosario. Né vi è alcun indizio per sostenere che tale originaria composizione sia stata in seguito modificata nella Madonna del Rosario: nessun documento suffraga questa idea, né le radiografie della pala caravaggesca offrono alcun appiglio in merito. Si ignora se il quadro allogato dal Radulovic sia mai stato eseguito.
Non è noto quando Caravaggio cominciò a dipingere quest'opera, ma, se si accede alla tesi, del resto maggioritaria, che vuole il dipinto eseguito a Napoli, la lavorazione dev'essere presumibilmente posizionata tra l'8 gennaio e la metà di luglio del 1607, cioè tra il saldo ad opera conclusa per le Sette opere di Misericordia e la partenza del pittore per Malta.
Il quadro, poco dopo dalla sua esecuzione, fu, per motivazioni non ancora chiarite, messo in vendita e difatti, come testimoniato dal Pourbus, nel settembre del 1607 è già nelle mani del pittore-mercante Finson.
Evidentemente il Finson non riuscì a vendere l'opera in Italia e la portò con sé nei Paesi Bassi. Ivi il quadro, nel 1617, fu acquistato, su suggerimento di Peter Paul Rubens – ennesimo episodio in cui il grande pittore dimostra la sua ammirazione per il genio del Merisi – da un gruppo di artisti di Anversa, di cui faceva parte lo stesso Rubens, e da essi successivamente (presumibilmente nel 1620) donato alla chiesa dominicana della città fiamminga, la Sint-Pauluskerk.
Originariamente, come dimostra un quadro del 1636 di Pieter Neefs, che riproduce l'interno della chiesa dominicana di Anversa, il dipinto di Caravaggio venne incorporato nel celebre Ciclo dei Quindici misteri (con tele di Rubens, Van Dyck e Jordaens) che tuttora adorna la chiesa di San Paolo. Solo in seguito venne collocato sull'altare di una cappella.
Nel 1781 l'imperatore d'Austria Giuseppe II d'Asburgo (il cui dominio, all'epoca, si estendeva anche sulle Fiandre) ordinò che il quadro fosse trasferito a Vienna, dove tuttora si trova, nel Kunsthistorisches Museum.

### Dubbi sulla completa autografia
La completa autografia del quadro è stata in passato messa in dubbio da alcuni studiosi (Walter F. Friedländer, André Chastel) sulla base di vari argomenti.
Innanzitutto, sul piano stilistico, è stato sostenuto che la figura della Vergine apparirebbe “debole” rispetto al resto della composizione e non al livello della mano del Merisi.
Inoltre, vi è un'incisione di Lucas Vorsterman (incisore di Anversa, 1595–1675), tratta dal quadro, che mostra la composizione ancora incompleta proprio nelle figure della Madonna e del Bambino, mentre il donatore è del tutto assente.
Su questa base si è ipotizzato che il quadro, per ciò che concerne Maria e il Bambino ed il donatore, sarebbe stato terminato in un momento successivo, da altro pittore, forse ad Anversa. 
La presunta incompiutezza, peraltro, spiegherebbe la repentina messa in vendita dell'opera: Caravaggio avrebbe lasciato improvvisamente Napoli alla volta di Malta, non portando a termine il suo lavoro che, non accettato dalla committenza in questo stato, sarebbe finito pressoché immediatamente sul mercato.
La tesi in commento, tuttavia, non è del tutto coerente alla versione finale dell'incisione del Vorsterman, relativa a quest'opera del Caravaggio. Ed invero, l'incisione successiva, mentre presenta il gruppo Madonna e Bambino in termini coerenti al dipinto, mostra un donatore sensibilmente diverso (per fisionomia ed abbigliamento) da quello che si osserva nel quadro.
Se la seconda incisione fosse la “fotografia” del quadro successivamente completato, rispetto alla versione lasciata in ipotesi incompiuta da Caravaggio (di cui la prima versione dell'incisione sarebbe la raffigurazione), non è chiaro come mai essa combaci con il dipinto nella Madonna e il Bambino, mentre se ne discosti per il donatore. E difatti, in merito a questa aporia, i sostenitori della non piena autografia caravaggesca, ipotizzano ulteriormente che, mentre Vorsterman sarebbe stato fedele al quadro nel gruppo Madonna/Gesù Bambino, come aggiunto all'originale, se ne sarebbe, invece, discostato, avvalendosi di una licenza non inusuale nella pratica incisoria del tempo, per quanto riguarda il donatore, inserendovi, quindi, un altro individuo che potrebbe essere il committente dell'incisione, ovvero un autoritratto dello stesso incisore.
Resta, però, un altro elemento irrisolto: se l'asserita debolezza stilistica della Madonna incontra alcuni sostenitori nella critica, la figura del donatore, viceversa, è generalmente ritenuta (a partire dal Longhi) un saggio elevatissimo di abilità pittorica, tipicamente caravaggesco.
Ulteriore circostanza insoluta dalla tesi dell'incompletezza sta nel fatto che il citato resoconto di Pourbus tace sul punto ed anzi descrive l'opera in termini elogiativi.

## Descrizione e stile
La scena è articolata su tre livelli, seguendo uno schema piramidale.
Al vertice sta il gruppo della Madonna e del Bambino, al livello intermedio i santi dominicani Domenico e Pietro martire ed altri frati dell'ordine, in basso il donatore ad altri fedeli. 
Inquadrano la composizione una grande colonna a sinistra e, in alto, un grande drappo rosso ad essa annodato.
La Madonna col Bambino è assisa in trono, e sembra quasi dare il suo assenso, con un cenno della mano, a san Domenico che, vestito con l'abituale saio, ha in mano dei rosari, ed i fedeli, povera gente dai piedi nudi e sporchi, gli si rivolgono, inginocchiati, per ottenere la grazia; all'estrema sinistra, vestito di nero ed in gorgiera, è ritratto Marcantonio Colonna, nonno del committente.
Dall'altra parte, è raffigurato san Pietro Martire con un'ampia cicatrice sulla fronte (proprio come Caravaggio che, ferito alla testa qualche mese prima nel duello con Ranuccio Tomassoni, doveva portarne ancora visibile il segno), che indica la Vergine a chi è fuori del quadro; alle sue spalle, altri domenicani, dei quali, vicari terreni di Maria, la tela vuole essere un'esaltazione.

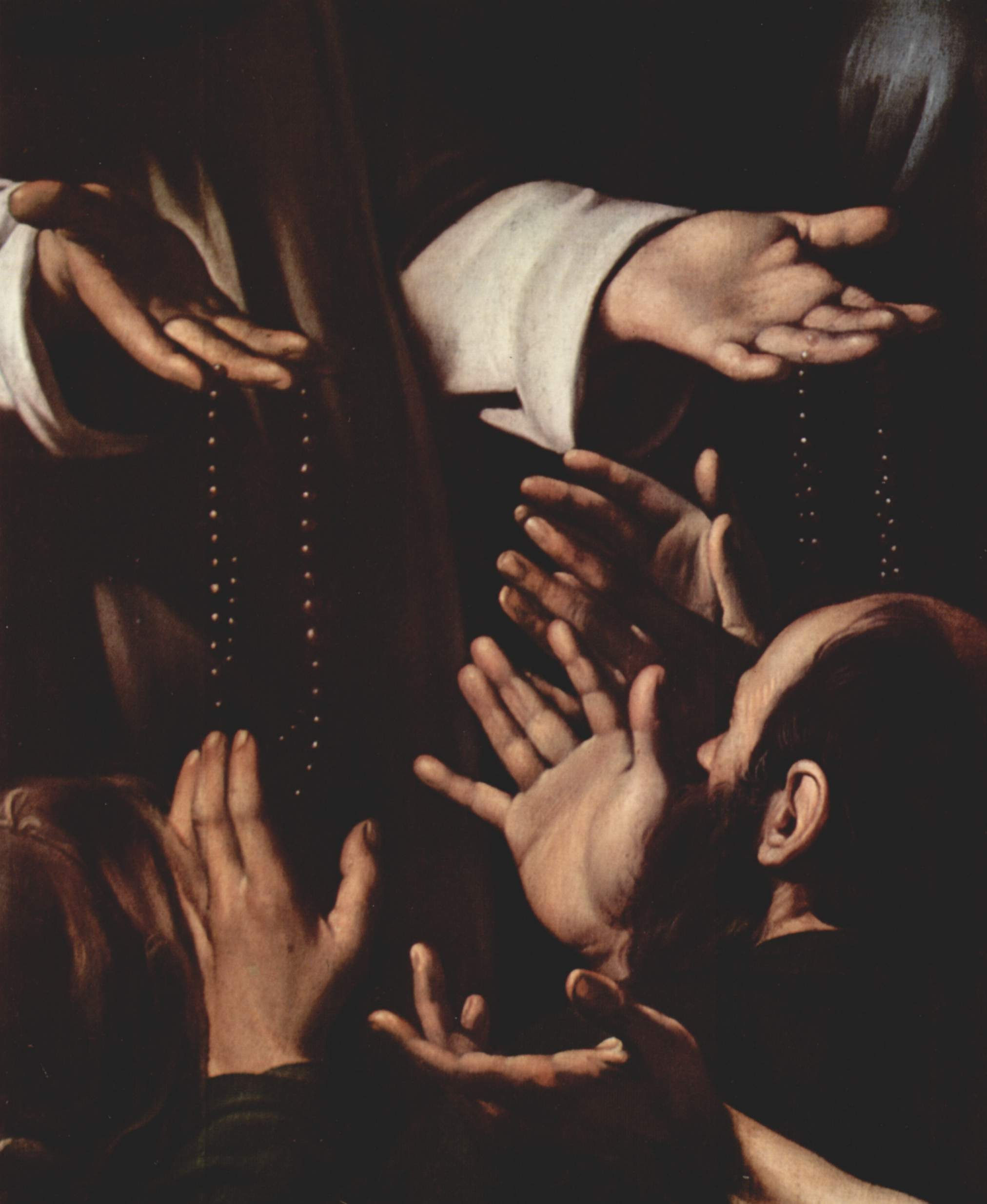
Mani protese dei lazzari
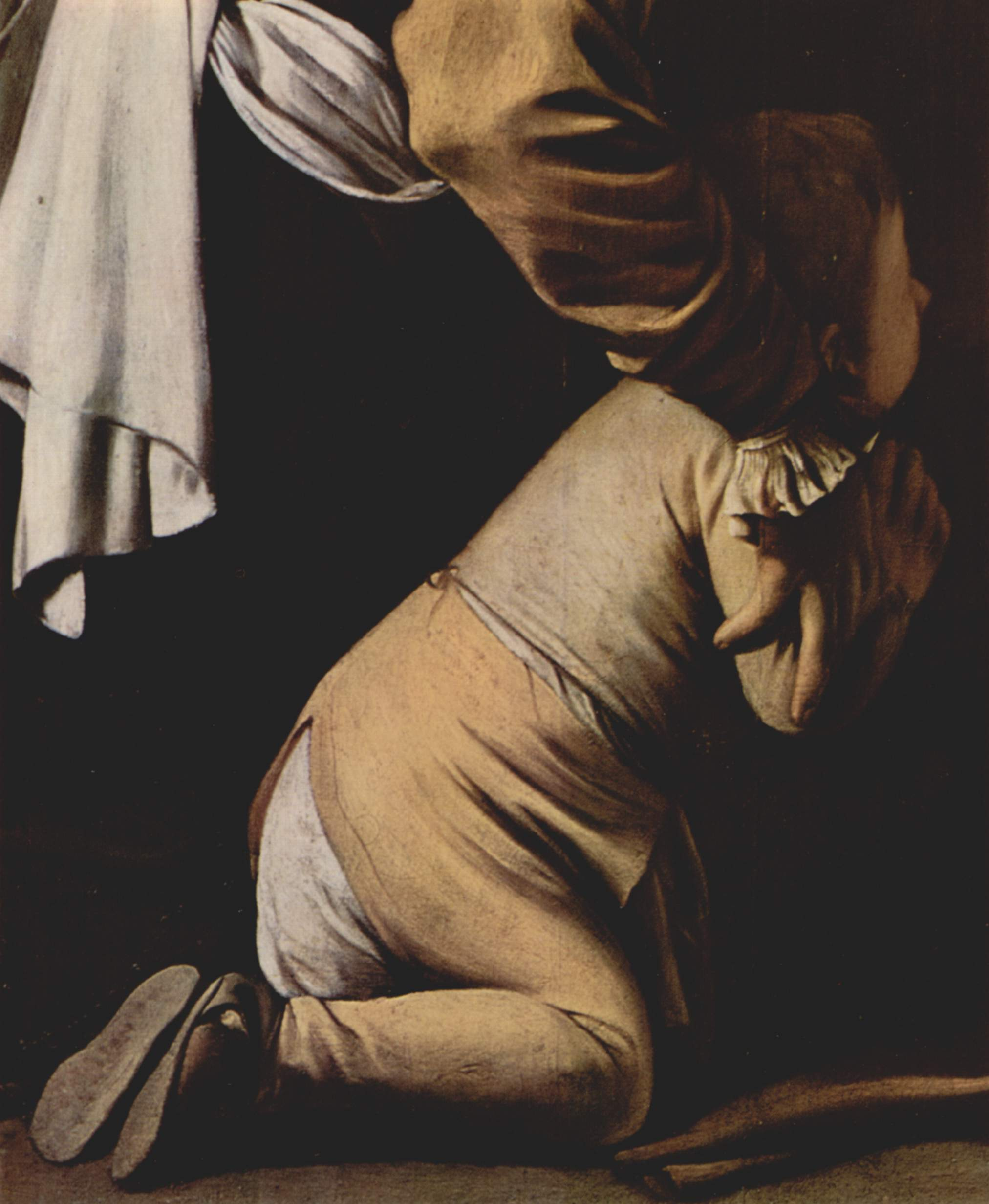
Giovane madre con figlioletta